# Myiarchus semirufus
Myiarchus semirufus là một loài chim trong họ Tyrannidae.